# Chirbat Atu
Chirbat Atu (arab. خربة عطو) – wieś w Syrii, w muhafazie Aleppo, w dystrykcie Ajn al-Arab. W 2004 roku liczyła 875 mieszkańców.